# Limnephilus fischeri
Limnephilus fischeri là một loài Trichoptera trong họ Limnephilidae. Chúng phân bố ở miền Tân bắc.